# Ветинген
Ветинген (на немски: Wettingen) е град в кантон Ааргау в северна Швейцария с 20 717 жители (към 31 декември 2017).
Граничи с административния град Баден.
За пръв път е споменат в документ през 1045 г. като Ветингун (Wettingun).